# بیشتن (زارلاند)
بیشتن (به آلمانی: Bisten) یک منطقهٔ مسکونی در آلمان است که در اوبرهرن واقع شده‌است. بیشتن ۱٫۳۵ کیلومتر مربع مساحت دارد ۲۰۰ متر بالاتر از سطح دریا واقع شده‌است.